# National Special Security Event

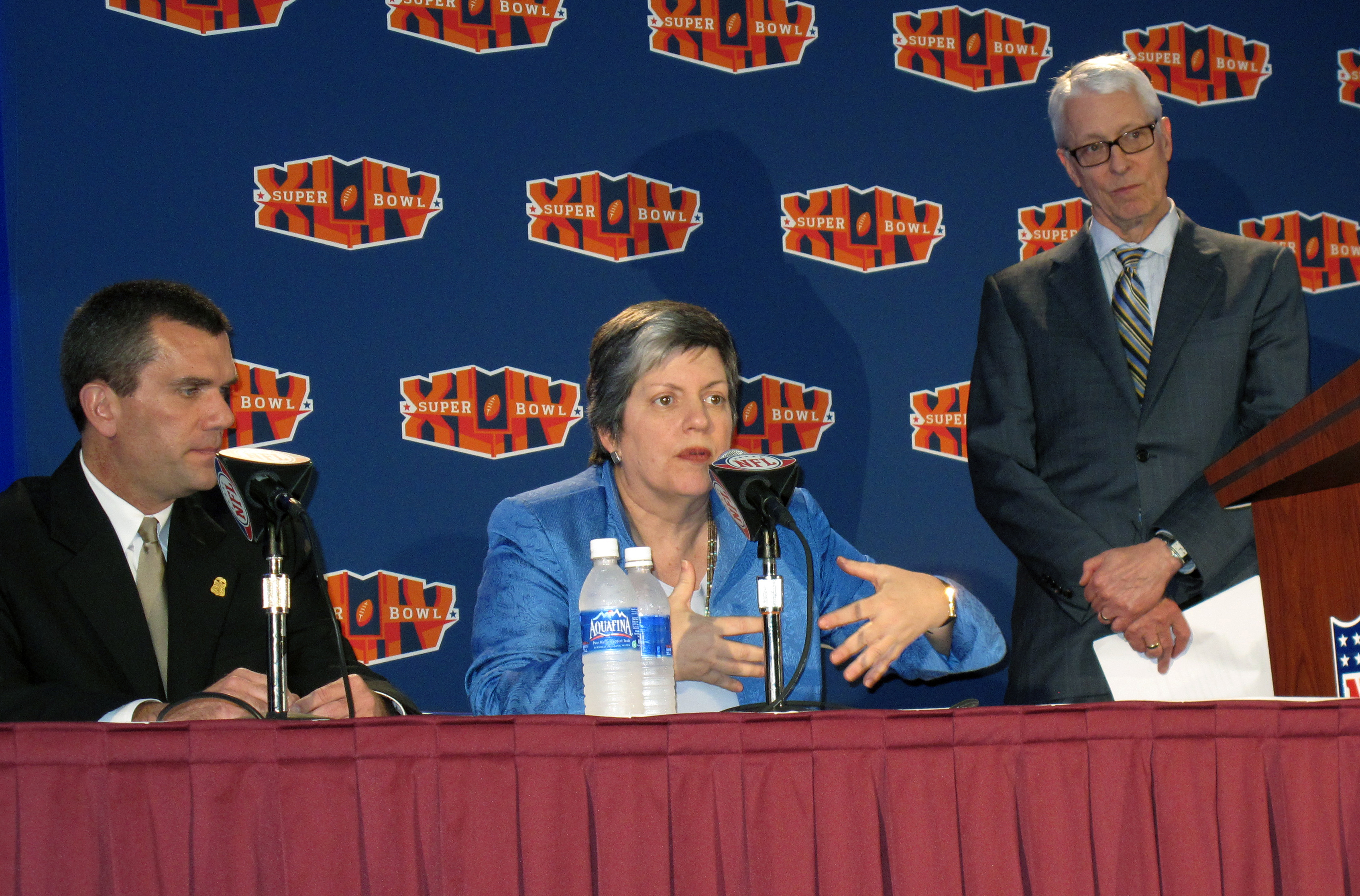
La Secrétaire à la Sécurité intérieure des États-Unis Janet Napolitano (au centre) lors d'une conférence sur la sécurité pour le Super Bowl XLIV, classé NSSE, le 1er février 2010

A National Special Security Event  ou NSSE (événement national à sécurité spéciale) est aux États-Unis un événement de signification nationale ou internationale jugé par le département de Sécurité intérieure comme pouvant être une cible potentielle pour le terrorisme ou d'autres activités criminelles d'importance. Ces événements incluent des sommets internationaux, des rencontres d'organisations internationales, des conventions nationales pour les nominations des candidats à l'élection présidentielle américaine. La désignation comme NSSE implique que les agences fédérales de fournir une totale coopération et soutien pour la sureté et la sécurité à ceux qui participent ou assistent à ces évènements et est typiquement limité aux lieux de l'évènement et pour un temps donné. Pour un NSSE, le Secret Service est chargé de la sécurité de l'évènement, le FBI chargé du renseignement, du contre-terrorisme, de la gestion d'une éventuelle prise d'otages et des enquêtes liées à des incidents terroristes ou d'autres activités criminelles d'importance lors de ces évènements. Le fait d'être désigné NSSE ne débloque pas un budget fédéral pour les gouvernements de l'État, du comté ou de la ville hôte.
Pour différents évènements classés NSSE voir : (en) Category:National Special Security Events.

## Source
- (en) Cet article est partiellement ou en totalité issu de l’article de Wikipédia en anglais intitulé « National Special Security Event » (voir la liste des auteurs).